# アルベルト・ラモス＝ビノラス
- アルベルト・ラモス＝ビニョラス

アルベルト・ラモス＝ビノラス（Albert Ramos-Viñolas, IPA:[al.ˈβɛɾt ra.mos̬.βi.ˈɲo.las], 1988年1月17日 - ）は、スペイン・バルセロナ出身の男子プロテニス選手。自己最高ランキングはシングルス17位、ダブルス117位。ATPツアーでシングルス4勝を挙げている。身長188cm、体重80kg。左利き、バックハンド・ストロークは両手打ち。

## 選手経歴

### ジュニア時代
5歳の時にマタローの地元のテニスクラブで父親と一緒にテニスを始める。幼い頃にはアレックス・コレチャに憧れていた。

### 2010年 チャレンジャー初優勝
当時、世界ランキング167位のビノラスは前シーズンのスタートよりも300近く順位を上げて 2010年シーズンを始動。彼はカタール・エクソンモービル・オープン、シドニー国際、全豪オープンでは予選敗退し、その後3ヶ月間はATPチャレンジャーツアーに戻った。
バルセロナ・オープンの本戦出場権を獲得し、1回戦でストレート勝利を決めた後、2回戦では第4シードのフェルナンド・ゴンザレスを6-4, 6-7(8), 6-3のフルセットの末に勝利。さらに3回戦でもエルネスツ・ガルビスを6-1, 6-3はストレートで破り、ベスト8進出。準々決勝ではフェルナンド・ベルダスコに2-6, 6-7(4)のストレートで敗退。
全仏オープンとウィンブルドン選手権の予選敗退で連敗したため、ランキングが下がったが、サンセバスチャン・チャレンジャーでATPチャレンジャーツアー初優勝。セビリア・チャレンジャーでも2勝目を挙げた。年間最終ランキングは123位。

### 2011年 トップ100入り
初の本戦ストレートインからとなったチリ・オープンとアルゼンチン・オープンでは2回戦でファビオ・フォニーニとトミー・ロブレドにそれぞれ敗退。初のグランドスラム初の本戦となった全仏オープンでは1回戦でハビエル・マルティを6-3, 6-7(5), 4-6, 6-1, 6-3のフルセットで破り、グランドスラム初勝利を挙げた。2回戦では当時世界5位のロビン・セーデリングに3-6, 4-6, 4-6のストレートで敗れた。
ミラン・チャレンジャーと続くサンセバスチャン・チャレンジャーでチャレンジャー4勝目を挙げたことでBRDナスターゼ・ティリアク・トロフィーではツアー初のベスト8進出を果たした。ブカレストでの活躍により、世界ランキング87位となり、トップ100入りをする。さらに上海マスターズ1回戦ではマリン・チリッチを6-3, 6-4のストレートで破り、マスターズ1000初勝利を挙げ、大きく注目を集めた。年間最終ランキングは66位。

### 2012年 トップ50入り
BNPパリバ・オープンでは2回戦でリシャール・ガスケを3-6, 7-5, 6-1で破り、
3回戦でパブロ・アンドゥハルに6-7(5), 4-6のストレートで敗退。マイアミ・オープンでは2回戦でフェリシアーノ・ロペスを4-6, 6-7(5)のストレートで破るも、3回戦では前述のガスケに2-6, 7-5, 3-6で敗北。ハサン2世グランプリではツアー初の決勝進出。決勝ではアンドゥハルに1-6, 6-7(5)のストレートで敗れ、準優勝。年間最終ランキングは50位。

### 2013年 マスターズ4回戦進出
マイアミ・オープンでは2回戦でフアン・モナコを6-2, 4-6, 6-3、3回戦でジェームズ・ブレーク (テニス選手) を6-4, 2-6, 7-5で下して初のマスターズ4回戦進出を果たす。
バルセロナ・オープンでは錦織圭らを下して、ベスト8入り。準々決勝ではラファエル・ナダルに敗退。年間最終ランキングは83位。

### 2015年 マスターズ3回戦進出
上海マスターズでは2回戦で当時世界ランキング2位のロジャー・フェデラーに7-6(4), 2-6, 6-3のフルセットで勝利した。3回戦ではジョー＝ウィルフリード・ツォンガに7-6(5), 5-6, 4-6で敗れた。年間最終ランキングは54位。

### 2016年 ツアー初優勝 全仏ベスト8

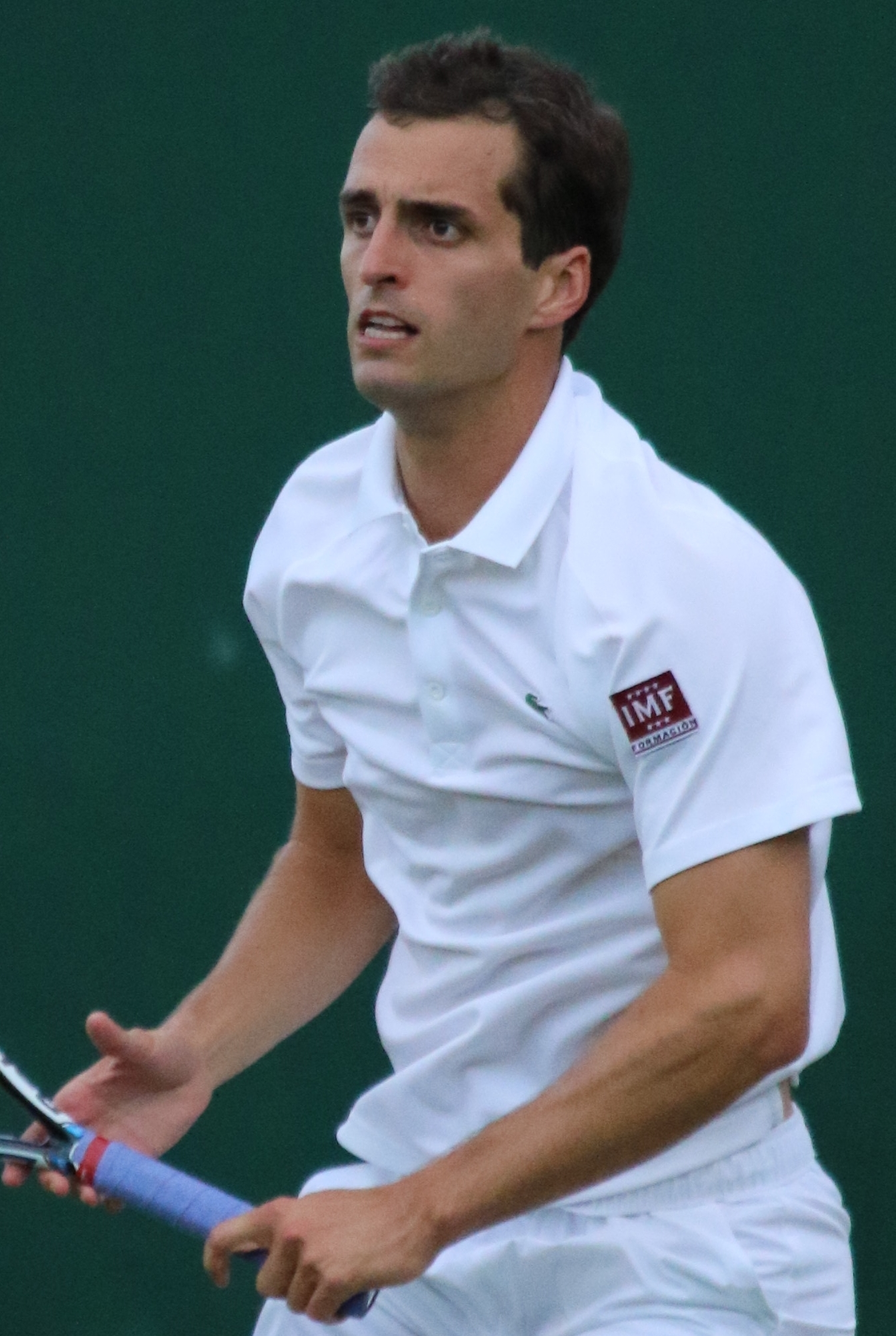
2016年ウィンブルドン選手権でのアルベルト・ラモス＝ビノラス

2016年全仏オープンでは4回戦で世界ランク9位のミロシュ・ラオニッチに勝利し、4大大会初のベスト8進出を果たす。準々決勝では世界ランク4位のスタン・ワウリンカに2-6, 1-6, 6-7(7)で敗れた。同年のスウェーデン・オープンでは準決勝でダビド・フェレールを破ると、決勝でフェルナンド・ベルダスコを6–3, 6–4で破ってツアー初優勝を果たした。年間最終ランキングは27位。

### 2017年 マスターズ準優勝
2017年4月のモンテカルロ・マスターズでは3回戦で世界ランキング1位のアンディ・マレーに2-6, 6-2, 7-5で逆転勝利すると、準々決勝でマリン・チリッチに6-2, 6-7(3), 6-2、準決勝でリュカ・プイユに6-3, 5-7, 6-1といずれもフルセットの末に勝利し、マスターズ1000で初の決勝進出を果たす。スペイン勢同士の対戦となった決勝ではラファエル・ナダルに1-6, 3-6で敗れて準優勝となった。大会後の世界ランキングで19位となり初のトップ20入り。年間最終ランキングは23位。

### 2018年 グランドスラム3回戦進出
全豪オープンでは第21シードとして出場し、初の3回戦進出。3回戦では第14シードのノバク・ジョコビッチに2-6, 3-6, 3-6のストレートで敗れた。ダブルスでも初の3回戦進出。エクアドル・オープンでは決勝でロベルト・カルバリェス・バエナに3-6, 6-4, 4-6で敗れ、準決勝。年間最終ランキングは65位。

### 2019年 ツアー2勝目
スイス・オープンでは決勝でセドリク・マルセル・ステベを6-3, 6-2のストレートで下して、ツアー2勝目を挙げた。続くオーストリア・オープンでも2週連続決勝進出。決勝ではドミニク・ティームに6-7(0), 1-6のストレートで敗れ、準優勝となった。年間最終ランキングは41位。

### 2020年
全豪オープンでは1回戦でアレックス・ボルトに6-7(1), 6-1, 7-6(5), 1-6, 4-6のフルセットの末に敗れた。コルドバ・オープンではベスト8入り。準々決勝ではディエゴ・シュワルツマンに敗退。チリ・オープンではベスト4入り。準決勝でキャスパー・ルードで敗退。全米オープンでは1回戦で第4シードのステファノス・チチパスに2-6, 1-6, 1-6のストレートで敗れた。全仏オープンでは2回戦でマートン・フチョビッチに6-7(2), 3-6, 5-7のストレートで敗れた。年間最終ランキングは46位。

### 2021年 ツアー3勝目
コルドバ・オープンでは決勝で フアン・マヌエル・セルンドロに0-6, 6-2, 2-6で敗れ、準優勝となった。エストリル・オープンでは決勝でキャメロン・ノリーを4-6, 6-3, 7-6(3)の逆転で下して、ツアー3勝目を挙げた。年間最終ランキングは45位。

### 2022年 ツアー4勝目

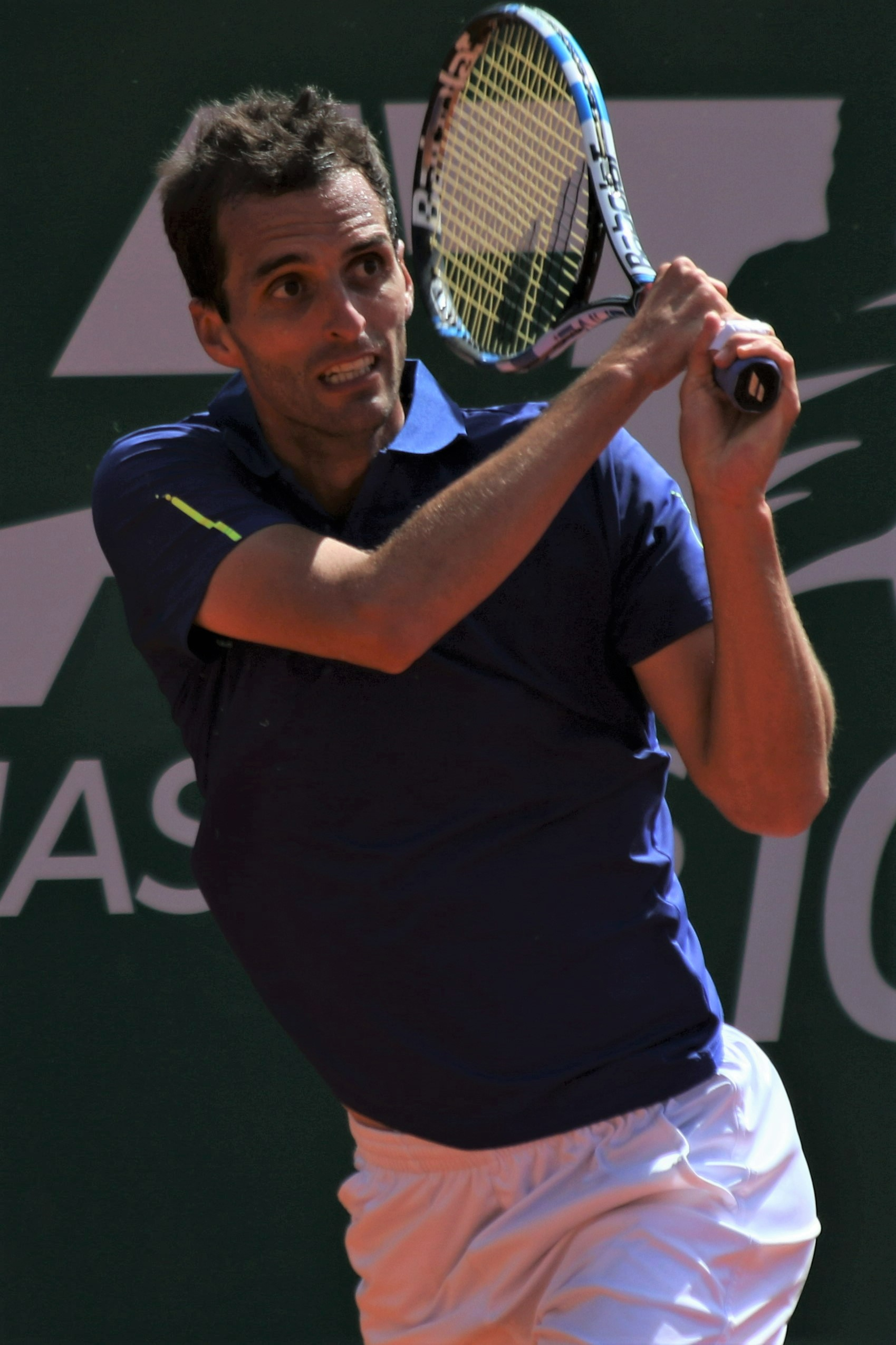
2022年モンテカルロ・マスターズでのアルベルト・ラモス＝ビノラス

ATPカップではグループステージでセルビア戦からペドロ・マルティネスと組みダブルスから参戦し、チームはベスト4入り。
全豪オープンでは1回戦でセバスティアン・バエスに4-6, 6-4, 3-6, 6-1, 2-6のフルセットの末に敗れたが、コルドバ・オープンでは決勝でアレハンドロ・タビロを4-6, 6-3, 6-4で下して、ツアー4勝目を挙げた。チリ・オープンではベスト4入り。準決勝ではバエスに4-6, 6-4, 2-6で敗退。マイアミ・オープンではセバスチャン・コーダに初戦敗退。
モンテカルロ・マスターズでは2回戦でキャメロン・ノリーを破り、3回戦進出。3回戦ではホベルト・ホルカシュに敗れた。エストリル・オープンでも前述のバエスに敗れた。マドリード・オープンではマリン・チリッチに3-6, 6-3, 4-6で初戦敗退。
ローマ・マスターズではトミー・ポールに4-6, 4-6のストレートで初戦敗退。全仏オープンでは2回戦で第6シードのカルロス・アルカラスに1-6, 6-7(7), 5-7, 7-6(2), 6-4のフルセットの末に敗れた。
ウィンブルドン選手権では1回戦で第3シードのキャスパー・ルードに6-7(1), 6-7(9), 3-6のストレートで敗退。スイス・オープンではベスト4入り。準決勝でルードに2-6, 0-6のストレートで敗れた。オーストリア・オープンでもベスト4入り。準決勝でロベルト・バウティスタ・アグートに敗退。ナショナル・バンク・オープンではダビド・ゴファン、ディエゴ・シュワルツマンらを破り初の3回戦進出。3回戦ではホルカシュに敗れた。ウエスタン・アンド・サザン・オープンではファビオ・フォニーニに初戦敗退。全米オープンでは2回戦で第15シードのマリン・チリッチに3-6, 6-7(4), 3-6のストレートで敗れた。パリ・マスターズではパブロ・カレーニョ・ブスタに3-6, 3-6のストレートで初戦敗退。年間最終ランキングは39位。

### 2023年 ユナイテッドカップ初出場
1月、ユナイテッドカップではスペイン代表として参戦するも、グループステージ敗退。
7月、スイス・オープンでは決勝進出。決勝では6-3, 0-6, 5-7の逆転で敗れ、準優勝を飾った。

### 2024年
1月、全豪オープンでは1回戦で第11シードのキャスパー・ルードに1-6, 3-6, 1-6のストレートで敗れた。

## ATPツアー決勝進出結果

### シングルス: 8回 (2勝6敗)
| 大会グレード                            |
| グランドスラム (0-0)                    |
| ATPワールドツアー・ファイナル (0-0)     |
| ATPワールドツアー・マスターズ1000 (0-1) |
| ATPワールドツアー・500シリーズ (0-0)    |
| ATPワールドツアー・250シリーズ (2–6)    |

| サーフェス別タイトル |
| ハード (0–1)         |
| クレー (2–5)         |
| 芝 (0-0)             |
| カーペット (0-0)     |

| 結果   | No. | 決勝日         | 大会           | サーフェス | 対戦相手                       | スコア                  |
| ------ | --- | -------------- | -------------- | ---------- | ------------------------------ | ----------------------- |
| 準優勝 | 1.  | 2012年4月15日  | カサブランカ   | クレー     | パブロ・アンドゥハル           | 1–6, 6–7(5-7)           |
| 優勝   | 1.  | 2016年7月17日  | ボースタード   | クレー     | フェルナンド・ベルダスコ       | 6–3, 6–4                |
| 準優勝 | 2.  | 2016年10月2日  | 成都           | ハード     | カレン・ハチャノフ             | 7–6(7-4), 6–7(3-7), 3–6 |
| 準優勝 | 3.  | 2017年3月5-6日 | サンパウロ     | クレー     | パブロ・クエバス               | 7-6(7-3), 4-6, 4-6      |
| 準優勝 | 4.  | 2017年4月23日  | モンテカルロ   | クレー     | ラファエル・ナダル             | 1–6, 3–6                |
| 準優勝 | 5.  | 2018年2月11日  | キト           | クレー     | ロベルト・カルバリェス・バエナ | 3–6, 6–4, 4–6           |
| 優勝   | 2.  | 2019年7月28日  | グシュタード   | クレー     | セドリク＝マルセル・シュテーベ | 6-3, 6-2                |
| 準優勝 | 6.  | 2019年8月3日   | キッツビュール | クレー     | ドミニク・ティーム             | 6-7(0-7), 1-6           |

### ダブルス: 1回 (0勝1敗)
| 結果   | No. | 決勝日        | 大会         | サーフェス | パートナー         | 対戦相手                                | スコア   |
| ------ | --- | ------------- | ------------ | ---------- | ------------------ | --------------------------------------- | -------- |
| 準優勝 | 1.  | 2013年7月14日 | ボースタード | クレー     | カルロス・ベルロク | ニコラス・モンロー シモン・シュタドラー | 4–6, 4–6 |

## 成績
略語の説明
| W | F | SF | QF | #R | RR | Q# | LQ | A | Z# | PO | G | S | B | NMS | P | NH |

W=優勝, F=準優勝, SF=ベスト4, QF=ベスト8, #R=#回戦敗退, RR=ラウンドロビン敗退, Q#=予選#回戦敗退, LQ=予選敗退, A=大会不参加, Z#=デビスカップ/BJKカップ地域ゾーン, PO=デビスカップ/BJKカッププレーオフ, G=オリンピック金メダル, S=オリンピック銀メダル, B=オリンピック銅メダル, NMS=マスターズシリーズから降格, P=開催延期, NH=開催なし.
| 大会           | 2011 | 2012 | 2013 | 2014 | 2015 | 2016 | 2017 | 2018 | 2019 | 通算成績 |
| -------------- | ---- | ---- | ---- | ---- | ---- | ---- | ---- | ---- | ---- | -------- |
| 全豪オープン   | A    | 1R   | 1R   | 1R   | 1R   | 2R   | 1R   | 3R   | 1R   | 3–8      |
| 全仏オープン   | 2R   | 1R   | 1R   | 1R   | 1R   | QF   | 4R   | 3R   | 1R   | 10–9     |
| ウィンブルドン | A    | 1R   | 1R   | A    | 2R   | 3R   | 3R   | 1R   | 1R   | 5–7      |
| 全米オープン   | 1R   | 2R   | 1R   | 1R   | 1R   | 2R   | 2R   | 1R   | 1R   | 3–9      |

### 大会最高成績
| 大会                 | 成績 | 年                                 |
| -------------------- | ---- | ---------------------------------- |
| ATPファイナルズ      | A    | 出場なし                           |
| インディアンウェルズ | 3R   | 2012, 2015, 2016, 2017, 2019, 2021 |
| マイアミ             | 4R   | 2013                               |
| モンテカルロ         | F    | 2017                               |
| マドリード           | 2R   | 2014-16, 2018, 2021                |
| ローマ               | 3R   | 2018                               |
| カナダ               | 3R   | 2022                               |
| シンシナティ         | 3R   | 2017                               |
| 上海                 | QF   | 2017                               |
| パリ                 | 2R   | 2012, 2016, 2017                   |
| オリンピック         | 1R   | 2016                               |
| デビスカップ         | SF   | 2018                               |
| ATPカップ            | SF   | 2022                               |
| ユナイテッド・カップ | RR   | 2023                               |